# Карткісяківська сільська рада
Карткіся́цька сільська рада (рос. Карткисякский сельский совет) — муніципальне утворення у складі Аскінського району Башкортостану, Росія. Адміністративний центр та єдиний населений пункт — присілок Карткісяк.
Станом на 2002 рік сільська рада називалась Карткісяцька.

## Населення
Населення — 395 осіб (2019, 512 в 2010, 676 в 2002).